# Ulf Groothuis
Ulf Groothuis (* 24. Juni 1960) ist ein ehemaliger deutscher Fußballtorwart (DDR).
Der aus der Jugend der BSG Motor Warnowwerft Warnemünde stammende Groothuis stand in Saison 1978/79 in der dritthöchsten Spielklasse der DDR, der Fußball-Bezirksliga Rostock, im Kader der Betriebssportgemeinschaft der Warnemünder, welche nach Ablauf der Spielzeit als Bezirksmeister in die DDR-Liga aufstieg. In der zweithöchsten Spielklasse debütierte der Torwart am 1. Spieltag der Saison 1979/80 gegen die TSG Wismar (2:2). Im Verlauf des Kalenderjahres 1979 bestritt er unter Motor-Trainer Peter Klotzsch noch mindestens weitere acht Partien, ehe er in der Winterpause zum Ligakonkurrenten und Stadtrivalen Hansa Rostock wechselte und dort unter Hansa-Trainer Harry Nippert am 20. Spieltag gegen die ISG Schwerin Süd (2:1) sein Debüt im Dress der Kogge gab. Während die Warnemünder am Ende der Saison als Tabellenzehnter wieder absteigen mussten, wurde Groothuis mit Hansa ungeschlagen Erster und nahm an der Aufstiegsrunde zur höchsten Spielklasse, der DDR-Oberliga, teil. Dort kam er im Auswärtsspiel gegen Dynamo Fürstenwalde (5:0) mit seiner Einwechslung für Dieter Schneider zu seinem zweiten und schließlich letzten Einsatz für die erste Männermannschaft der Rostocker und stieg mit dem Team auf.
In den folgenden Jahren teilte sich Groothuis das Hansa-Tor der zweiten Herrenmannschaft, welche in den Spielserien 1980/81, 1981/82 und 1982/83 in der Nachwuchsoberliga ihre Spiele absolvierte, mit Siegfried Gensich und Axel Hauschild. Hierbei bestritt er anfänglich unter Trainer Lothar Hahn, und im Weiteren unter Karl Pöschel, mindestens 19 Spiele. Sein erster Einsatz fand Ende August 1980 am 2. Spieltag 1980/81 beim Auswärtsspiel gegen den FC Vorwärts Frankfurt (3:4) statt, sein letzter am 7. Spieltag 1982/83 beim Auswärtsspiel Anfang Oktober 1982 gegen die BSG Sachsenring Zwickau (1:2).
Während der Winterpause der Saison 1982/83 folgte stadtintern ein Wechsel zum Spitzenreiter der DDR-Liga Staffel A BSG Schiffahrt/Hafen Rostock. Schiffahrt/Hafen-Trainer Jürgen Rabenhorst setzte Groothuis gleich im ersten Spiel im Kalenderjahr 1983 im Heimspiel am 14. Spieltag gegen die BSG CM Veritas Wittenberge (2:0) ein. Groothuis ersetzte ab diesem Spiel, mit Ausnahme des 15. Spieltags, den zum NVA-Ehrendienst eingezogenen Stammtorhüter Karl-Heinz Aul und brachte es bis zum Ende des Ligaspielbetriebs auf acht Einsätze. Punktgleich mit dem Zweitplatzierten ASG Vorwärts Neubrandenburg wurde er mit den Rostockern Staffelsieger und nahm in der Folge an der Aufstiegsrunde zur Oberliga teil. In dieser allerdings konnten die Erwartungen nicht erfüllt werden. Die Mannschaft enttäuschte und wurde Letzter hinter Stahl Riesa, Chemie Leipzig, Stahl Brandenburg und Wismut Gera. Groothuis, der von acht Aufstiegsspielen fünf bestritt, musste im letzten Spiel gar eine 0:9-Niederlage gegen die Stahlwerker aus Riesa hinnehmen. In der kommenden Spielzeit 1983/84, in der es Groothuis auf 22 Zweitliga-Partien brachte, erreichten die Rostocker einen soliden 4. Platz.
Zur Saison 1984/85 hin schloss er sich der ASG Vorwärts Stralsund an, die wie seine vorherige BSG in der DDR-Liga Staffel A spielberechtigt war. Unter Vorwärts-Trainer Günter Baltrusch gab er Mitte August 1984 im Stadion der Freundschaft am 1. Spieltag gegen den BFC Dynamo II (1:3) sein Debüt für die Stralsunder. In jener Saison, in der er 28 Liga-Spiele bestritt und sich mit der Mannschaft im gesicherten Mittelfeld platzierte, erreichte er, nachdem man zuvor in der 1. Runde die BSG Einheit Wernigerode, in der 2. Runde Stahl Brandenburg und im Achtelfinale die BSG Chemie Velten bezwang, das Viertelfinale im FDGB-Pokal. Der Gegner, Vorjahres-Landesmeister und Oberligist BFC Dynamo, erwies sich als zu stark und Groothuis und das Stralsunder Team verloren die beiden Viertelfinalspiele 0:1 und 0:7. In der Folgesaison 1985/86 verbesserte sich die Mannschaft tabellarisch um drei Plätze auf Rang 4. Groothuis brachte es auf neun Einsätze und stand in beiden Achtelfinalpartien gegen den 1. FC Lok Leipzig (1:5 und 2:2) im FDGB-Pokal 1985/86 auf dem Platz. Anfänglich teilte er sich in jener Saison das Tor mit Jörg Böhme. Beide Torhüter fielen jedoch im März 1986 aus, sodass die Vorwärts-Vertretung aus Frankfurt (O.) hilfreich einsprang und Holger Hünsche kurzfristig nach Stralsund delegierte, der seinerseits die Saison ab den 21. Spieltag zu Ende spielte.
Erst zu Beginn der DDR-Fußball-Liga 1987/88 bestritt Groothuis wieder Spiele für Vorwärts Stralsund. Er brachte es im Laufe der Saison auf 26 Einsätze und belegte mit der Mannschaft Mittelfeldplatz 10. Ein Jahr später, erneut erreichte man einen ungefährdeten Platz im Mittelfeld der Tabelle, reduzierten sich seine Einsätze auf 14. Stralsund-Trainer Detlef Berger, der zu Saisonbeginn 1988/89 Günter Baltrusch beerbte, setzte auch, wie sein Vorgänger, auf die Dienste von Torhüter Jörg Böhme der die restlichen 20 Partien bestritt, aber Anfang April 1989 ligaintern zum FC Vorwärts Frankfurt/O. wechselte und dort die Spielserie zu Ende brachte. Groothuis stand somit im letzten Punktspiel in der Vereinsgeschichte der Armeesportgemeinschaft (ASG) Stralsund am 4. Juni 1989, dem 34. Spieltag, gegen die Vertretung der BSG Motor Schönebeck (1:1) im Tor, denn die Armeesportvereinigung Vorwärts löste die ASG Vorwärts Stralsund nach Ablauf der Saison auf. Die Fußballsektion der ASG wurde zur kommenden Saison von der BSG Motor Stralsund, die den Startplatz der ASG Stralsund in der DDR-Liga erhielten, übernommen. Für Motor Stralsund absolvierte Groothuis unter Trainer Norbert Riedel in der letzten Saison der DDR-Liga, 1989/90, vor Übernahme des Spielbetriebs in Ostdeutschland durch den DFB alle 34 Ligaspiele und beide Partien im FDGB-Pokal 1989/90 gegen die BSG Tiefbau Berlin (1:0) und Stahl Eisenhüttenstadt (0:1). Durch den erreichten 10. Platz erhielt die BSG Motor Stralsund, die im August 1990 in den TSV 1860 Stralsund aufging, das Startrecht für die, vom im November 1990 neu gegründeten Nordostdeutscher Fußballverband (NOFV) durchgeführten, NOFV-Liga 1990/91. Der TSV 1860 zog sich allerdings aus finanzielle Gründen im Dezember 1990 vom Spielbetrieb zurück, sodass es Groothuis auf nur 13 Punktspiele und einem FDGB-Pokalspiel Ende August 1990 gegen den 1. FC Magdeburg (0:1) brachte. Sein letzter Einsatz für Stralsund datiert auf den 6. Dezember 1990 im Heimspiel gegen den späteren Staffelsieger 1. FC Union Berlin (0:6).
Seine aktive Laufbahn ließ er in Niedersachsen bei der SpVg Aurich, in der Groothuis zur Saison 1991/92 wechselte, ausklingen. In Aurich traf er auf den späteren Bundesligaspieler- und Trainer Steffen Baumgart.